# Lijst van voorzitters van de Staten van Aruba
Hieronder een lijst van voorzitters van de Staten van Aruba vanaf 1986.
| Nr. | Naam                        | Periode                          | Partij/ stroming | Bijzonderheden                                 |
| --- | --------------------------- | -------------------------------- | ---------------- | ---------------------------------------------- |
| 1   | John Booi (1932-2016)       | januari 1986-februari 1986       | ADN              |                                                |
| 2   | Pedro Bislip                | februari 1986-juli 1987          | ADN              |                                                |
| 3   | Hector Gonzalez (1935-2000) | augustus 1987-februari 1989      | AVP              |                                                |
| 4   | Felix Flanegien (1944-2018) | februari 1989-augustus 1994      | MEP              |                                                |
| 5   | Marco Christiaans           | augustus 1994-januari 1998       | AVP              |                                                |
| 6   | Booshi Wever (1954)         | januari 1998-juni 1998           | MEP              |                                                |
| 7   | Eddy Croes                  | juni 1998-februari 2001          | AVP              | werd minister                                  |
| {5) | Marco Christiaans           | februari 2001-oktober 2001       | AVP              |                                                |
| 6   | Frido Croes (1957-2020)     | oktober 2001-mei 2004            | MEP              | werd minister                                  |
| 7   | Marlon Werleman             | mei 2004-oktober 2005            | MEP              |                                                |
| 8   | Rudy Croes (1947-2021)      | oktober 2005-november 2005       | MEP              |                                                |
| 9   | Mervin Wyatt-Ras            | november 2005-oktober 2009       | MEP              |                                                |
| 10  | Andy Lee                    | oktober 2009-juni 2010           | AVP              | werd Gevolmachtigd Minister te Washington D.C. |
| 11  | Paul Croes                  | juni 2010-oktober 2013           | AVP              |                                                |
| 12  | Marisol Lopez-Tromp         | oktober 2013-september 2016      | AVP              | juni 2016-september 2016 partijloos            |
| (9) | Mervin Wyatt-Ras            | september 2016-oktober 2017      | AVP              |                                                |
| 13  | Guillfred Besaril           | oktober 2017-november 2017       | MEP              | werd Gevolmachtigd Minister te Den Haag        |
| 14  | Ady Thijsen                 | november 2017-7 juli 2021        | MEP              |                                                |
| 15  | Edgard Vrolijk              | 8 juli 2021-10 september 2024    | MEP              |                                                |
| 16  | Raymond Kamperveen          | 10 september 2024-8 januari 2025 | RAIZ             |                                                |
| 17  | Gerlien Croes               | 8 januari 2025-heden             | FUTURO           |                                                |

Voor de periode 1938-1985 zie de lijst van voorzitters van de Staten van de Nederlandse Antillen.